# Winsome Fanny Barker
Winsome Fanny Barker (23 de setembro de 1907 - 1994) foi uma botânica e curadora sul-africana.
Trabalhou no "Herbário Compton de Kirstenbosch" de 1957 até 1972. Realizou a sistemática das famílias Haemodoraceae, Liliaceae e Amaryllidaceae.

## Homenagens
Várias espécies foram nomeadas em sua honra, entre elas:
- (Amaryllidaceae) Haemanthus barkerae Snijman 1981
- (Amaryllidaceae) Gethyllis barkerae D.Müll.-Doblies 1986
- (Hyacinthaceae) Drimia barkerae Oberm. ex J.C.Manning & Goldblatt 2003